# 大日本水産会
一般社団法人大日本水産会（だいにほんすいさんかい、英: Japan Fisheries Association）は、1882年（明治15年）設立で、水産業に関係する生産者、加工業者、流通業者、小売販売会社など、約400の会員で構成される業界団体。元農林水産省所管。

## 概要
- 会長（代表理事）：枝元真徹
- 副会長：池見賢 - マルハニチロ株式会社代表取締役社長
- 副会長：大櫛顕也 - 株式会社ニチレイ代表取締役社長
- 副会長：香川謙二 - 日本かつお・まぐろ漁業協同組合代表理事組合長
- 副会長：坂本雅信 - 全国漁業協同組合連合会代表理事会長
- 副会長：吉田猛　- 一般社団法人全国水産卸協会会長
- 副会長：浜田晋吾 - 株式会社ニッスイ代表取締役社長執行役員
- 専務理事：髙瀨美和子
- 常務理事：長岡英典

## 沿革
- 1882年（明治15年）2月 - 「大日本水産会」が創立される。小松宮彰仁親王を会頭に奉戴し、品川弥二郎を初代幹事長に選出する。
- 1889年（明治22年）1月 - 水産伝習所(のちの東京水産大学、現東京海洋大学)の開所式を挙行する。
- 1909年（明治42年）5月 - 社団法人としての認可を受ける
- 1955年（昭和30年）5月 - 日中民間漁業漁業協定に調印し、発効する。
- 1963年（昭和38年）5月 - ソ連漁業委員会との間に貝殻島昆布採取協定を締結する。
- 1965年（昭和40年）12月 - 韓国水産業協同組合中央会との間に日韓民間漁業取決めを締結する。
- 1975年（昭和50年）12月 - 日中安全操業議定書を締結する。
- 1982年（昭和57年）2月 - 創立百周年記念式典を開催する。
- 1994年（平成6年）6月 - 日本冷凍食品輸出組合と冷凍水産物輸出水産業組合解散に伴い、それらの業務と機能を引き継ぐ「輸出対策特別委員会」を本会に設置した。
- 1995年（平成7年）5月 - 日本遠洋底曳網漁業協会内の日中漁業協議会の事務局が本会に移管されて、日中間の民間交流の窓口となる
- 2003年（平成15年）5月 - 日韓民間漁業協定を締結する。
- 2007年（平成19年）4月 - 全国就業者確保育成センターを開設する。
- 2009年（平成21年）9月 - 任期途中で中須勇雄前会長から白須敏朗現会長に人事交代した。副会長以下の人事は変化なし。

## 事業
- 水産業会の意見を国の施策に反映させる。
- 漁業における国際会議や地域管理機関などの活動をNGOの立場で支援する。
- 漁船から食卓までの品質衛正管理の向上を目指す。

## 歴代会長
佐野宏哉までは『日本官僚制総合事典 : 1868-2000』による。
- 鍋島態道：1947年6月7日 - 1953年1月12日
- 平塚常次郎：1953年1月13日 - 1957年6月24日
- 高碕達之助：1957年6月24日 - 1964年2月24日
- 中部謙吉：1964年3月19日 - 1969年5月27日
- 藤田巌：1969年5月27日 - 1975年5月29日
- 亀長友義：1975年5月29日 - 1987年5月28日
- 内村良英：1987年5月28日 - 1993年5月27日
- 佐野宏哉：1993年5月28日 -
- 中須勇雄：2003年 - 2009年9月
- 白須敏朗：2009年9月1日 -
- 枝元真徹：現職